# Alberto Villapalos Muñoz
Alberto Villapalos Muñoz (Madrid, 27 de gener de 1995) és un futbolista madrileny que ocupa la posició de migcampista, per bé que també ha rebut formació de central. Es va formar a les categories inferiors de l'Atlètic de Madrid, on va debutar a la Lliga Juvenil de la UEFA; i, després de dos anys al planter del Sevilla FC, va fitxar per l'Atlètic Balears, l'estiu de 2017, club en el qual milita actualment.

## Trajectòria
Alberto Villapalos va arribar a les categories inferiors de l'Atlètic de Madrid el 2001, quan tenia sis anys. Allà va alternar la posició de migcampista amb la de central, en la qual es va consolidar durant la seva etapa com a juvenil; destacava per la seva alçada i per la bona sortida de pilota. Amb l'Atlètic de Madrid va participar en dues edicions de la Lliga Juvenil de la UEFA, en la qual acumulà vuit partits, i debutà amb el segon filial a Tercera.
L'estiu de 2015 cridà l'atenció del director esportiu del Sevilla FC Monchi, i signà contracte amb aquest mateix equip. La temporada 15/16 la començà amb el segon filial, el Sevilla C (que es trobava a Tercera), però arribà a debutar amb el Sevilla Atlètic a Segona B amb dos partits i es perdé els play-offs d'ascens a Segona A per una lesió. La temporada 16/17 la començà amb recuperació de la lesió anterior, motiu pel qual no es consolidà al primer filial i disputà tota la temporada amb el Sevilla C, a Tercera.
L'estiu de 2017 signà contracte amb el CE Atlètic Balears, un dels equips potents de Segona B. Arribà com a central, però allà es consolidà com a migcampista, després d'una mala temporada de l'equip seguida d'una temporada estel·lar, en la qual es perdé l'ascens a Segona A per un gol en dues ocasions.

## Estadístiques
| Club                 | Temporada     | Nivell          | Lliga   | Lliga | Copa Nacional | Copa Nacional | Altres | Altres  | Total   | Total |
| Club                 | Temporada     | Nivell          | Part.   | Gols  | Part.         | Gols          | Part.  | Gols    | Part.   | Gols  |
| -------------------- | ------------- | --------------- | ------- | ----- | ------------- | ------------- | ------ | ------- | ------- | ----- |
| Atlético de Madrid C | 2013/14       | Tercera Divisió | 0       | 0     | -             | -             | 7      | 1       | 7       | 1     |
| Atlético de Madrid C | 2014/15       | Tercera Divisió | 21      | 0     | -             | -             | 1      | 0       | 22      | 0     |
| Atlético de Madrid C | Total         | -               | 21      | 0     | 0             | 0             | 8      | 1       | 29      | 1     |
| Sevilla B i C        | 2015/16       | Tercera Divisió | 34      | 2     | -             | -             | -      | -       | 34      | 2     |
| Sevilla B i C        | 2015/16       | Segona B        | 2       | 1     | -             | -             | -      | -       | 2       | 1     |
| Sevilla B i C        | 2016/17       | Tercera Divisió | 14      | 3     | -             | -             | -      | -       | 14      | 4     |
| Sevilla B i C        | Total         | -               | 50      | 6     | 0             | 0             | 0      | 0       | 50      | 6     |
| Atlètic Balears      |               |                 |         |       |               |               |        |         |         |       |
| 2017/18              | Segona B      | 26              | 0       | -     | -             | -             | -      | 26      | 0       |       |
| 2018/19              | Segona B      | 38              | 4       | -     | -             | -             | -      | 38      | 4       |       |
| 2019/10              | Segona B      | En curs         | En curs | 1     | 0             | -             | -      | En curs | En curs |       |
| Total                | -             | 64              | 4       | 1     | 0             | 0             | 0      | 65      | 4       |       |
| Total carrera        | Total carrera | Total carrera   | 135     | 10    | 1             | 0             | 8      | 1       | 144     | 11    |